# David Boo Wiklander
Nils David Casper Boo Wiklander, född 3 oktober 1984 i Bogotá i Colombia, är en svensk fotbollsspelare, som har spelat för bland annat IFK Norrköping och Qviding FIF. Boo Wiklander har sina rötter i Colombia.
Han började karriären i Qviding FIF spelade som ungdom även i IFK Göteborg. Han spelade för IFK Norrköping när de vann SM-guld 2015. Efter säsongen fick han dock lämna klubben.
I december 2016 värvades Boo Wiklander av IFK Göteborg, där han skrev på ett tvåårskontrakt.